# Medaller dels Jocs Olímpics d'hivern de 2002

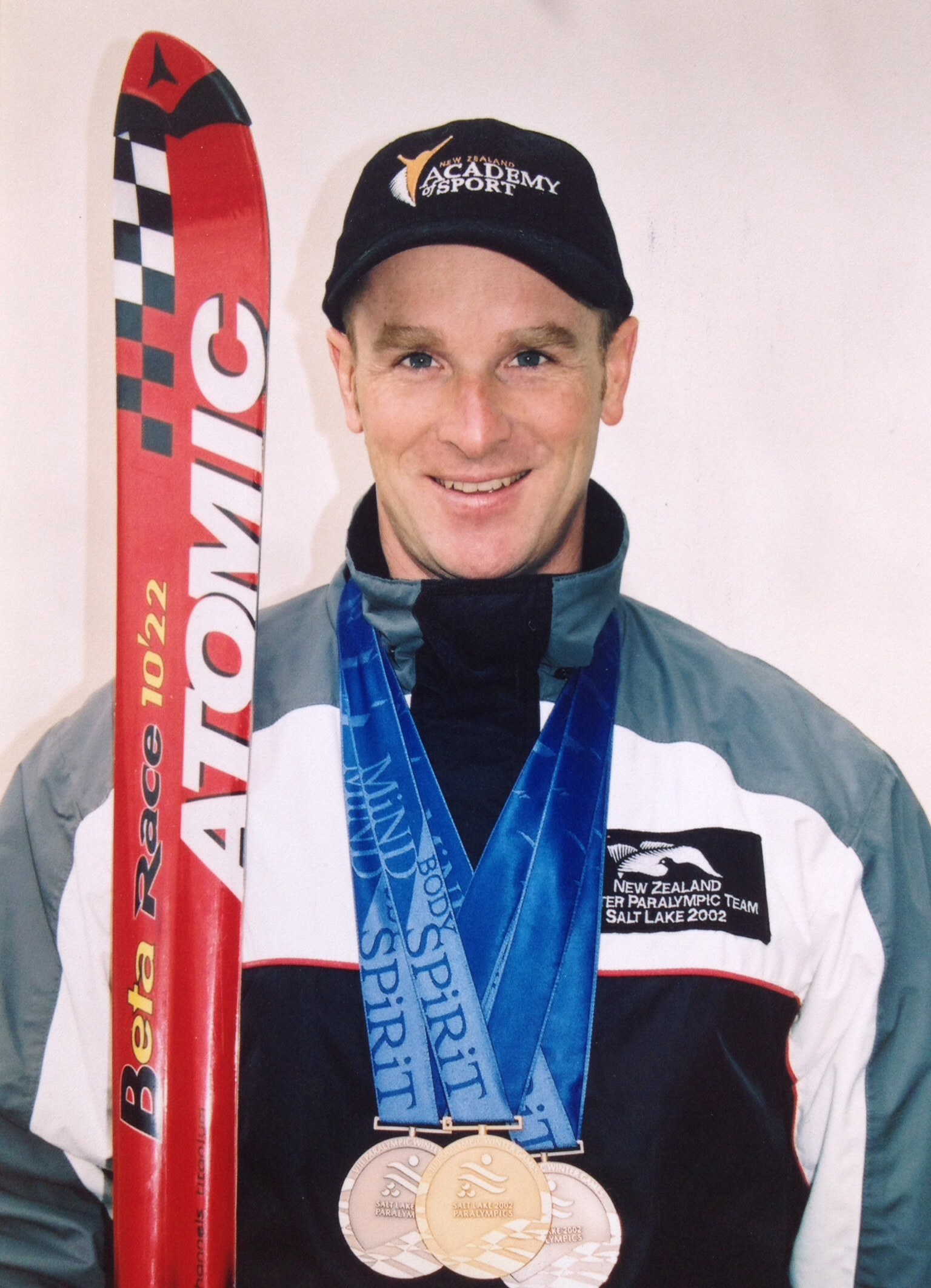
Steve Bayley amb dues medalles de bronze i una d'or.

El medaller dels Jocs Olímpics d'Hivern de 2002 presenta totes les medalles lliurades als esportistes guanyadors de les proves disputades en aquest esdeveniment, realitzat entre els dies 8 i 24 de febrer de 2002 a la ciutat de Salt Lake City (Estats Units).
Les medalles apareixen agrupades pels Comitès Olímpics Nacionals participants i s'ordenen de forma decreixent contant les medalles d'or obtingudes; en cas d'haver empat, s'ordena d'igual forma contant les medalles de plata i, en cas de mantenir-se la igualtat, es conten les medalles de bronze. Si dos equips tenen la mateixa quantitat de medalles d'or, plata i bronze, es llisten en la mateixa posició i s'ordenen alfabèticament.
Noruega aconseguí guanyar el major nombre de medalles d'or, establint un nou rècord amb les 13 medalles obtingudes, si bé el màxim nombre de medalles les aconseguí Alemanya amb 36, també un nou rècord. Croàcia i Estònia aconseguiren les seves primeres medalles olímpiques, alhora que Austràlia i la Xina aconseguiren les seves primeres medalles olímpiques d'or.

## Medaller

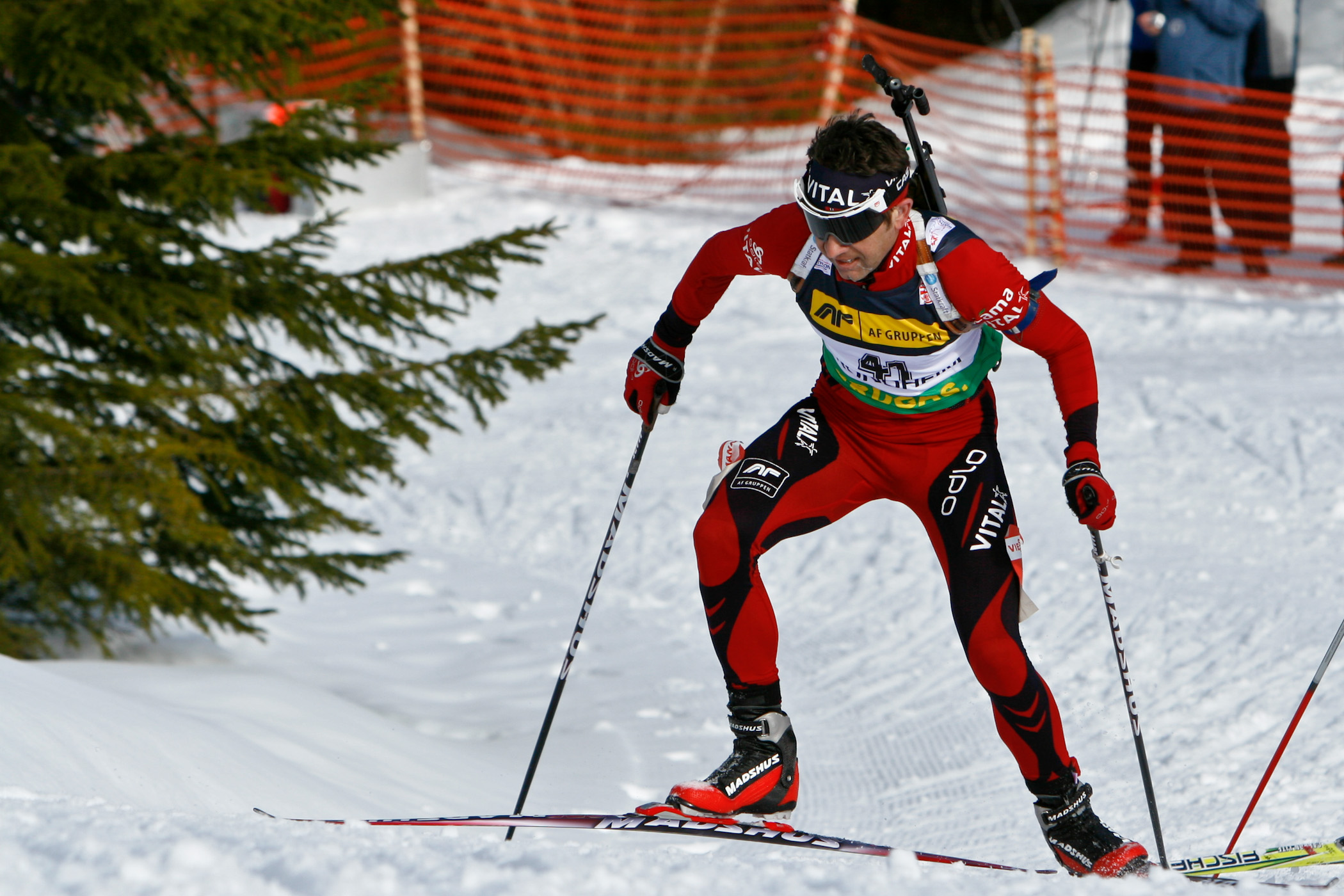
L'esquiador noruec Ole Einar Bjørndalen, guanyador de quatre medalles d'or.

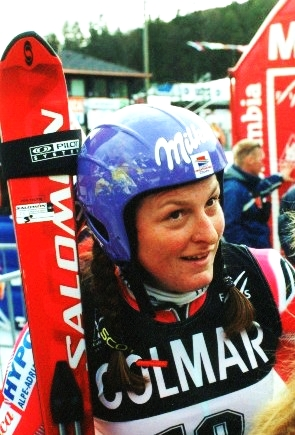
L'esquiadora croata Janica Kostelić, guanyadora de tres medalles d'or i una de plata.

| Jocs Olímpics d'hivern de 2002 | Jocs Olímpics d'hivern de 2002 | Jocs Olímpics d'hivern de 2002 | Jocs Olímpics d'hivern de 2002 | Jocs Olímpics d'hivern de 2002 | Anells Olímpics |
| Posició                        | CON                            | Or                             | Plata                          | Bronze                         | Total           |
| 1                              | Noruega                        | 13                             | 5                              | 7                              | 25              |
| 2                              | Alemanya                       | 12                             | 16                             | 8                              | 36              |
| 3                              | Estats Units                   | 10                             | 13                             | 11                             | 34              |
| 4                              | Canadà                         | 7                              | 3                              | 7                              | 17              |
| 5                              | Rússia                         | 5                              | 4                              | 4                              | 13              |
| 6                              | França                         | 4                              | 5                              | 2                              | 11              |
| 7                              | Itàlia                         | 4                              | 4                              | 5                              | 13              |
| 8                              | Finlàndia                      | 4                              | 2                              | 1                              | 7               |
| 9                              | Països Baixos                  | 3                              | 5                              | 0                              | 8               |
| 10                             | Àustria                        | 3                              | 4                              | 10                             | 17              |
| 11                             | Suïssa                         | 3                              | 2                              | 6                              | 11              |
| 12                             | Croàcia                        | 3                              | 1                              | 0                              | 4               |
| 13                             | R.P. de la Xina                | 2                              | 2                              | 4                              | 8               |
| 14                             | Corea del Sud                  | 2                              | 2                              | 0                              | 4               |
| 15                             | Austràlia                      | 2                              | 0                              | 0                              | 2               |
| 16                             | Txèquia                        | 1                              | 2                              | 0                              | 3               |
| 17                             | Estònia                        | 1                              | 1                              | 1                              | 3               |
| 18                             | Regne Unit                     | 1                              | 0                              | 1                              | 2               |
| 19                             | Suècia                         | 0                              | 2                              | 5                              | 7               |
| 20                             | Bulgària                       | 0                              | 1                              | 2                              | 3               |
| 21                             | Japó                           | 0                              | 1                              | 1                              | 2               |
| 21                             | Polònia                        | 0                              | 1                              | 1                              | 2               |
| 23                             | Belarús                        | 0                              | 0                              | 1                              | 1               |
| 23                             | Eslovènia                      | 0                              | 0                              | 1                              | 1               |
| Total                          | Total                          | 80                             | 76                             | 78                             | 234             |